# June Lindsey
Pour les articles homonymes, voir Lindsey.
June M. Lindsey née Broomhead le 7 juin 1922 à Doncaster (Royaume-Uni) et morte le 4 novembre 2021 à Ottawa, est une physicienne britanno-canadienne. Tout en travaillant sur la cristallographie aux rayons X à l'Université de Cambridge, Lindsey joue un rôle déterminant dans l'élucidation de la structure de l'ADN. Elle résout la structure des purines présentes dans les acides nucléiques : l'adénine et la guanine. Sa description des liaisons hydrogène intramoléculaires dans les cristaux d'adénine fut essentielle à l'élucidation de la structure en double hélice de l'ADN par Watson et Crick.

## Éducation et début de carrière
Lindsey rejoint l'Université de Cambridge en 1941. Elle obtient son diplôme en 1944, mais la Seconde Guerre mondiale l'oblige à quitter sa carrière de chercheuse. Elle est encouragée à devenir enseignante et passe deux ans à enseigner les sciences dans une école. Elle retourne à Cambridge en 1946. Elle y termine ses études de premier cycle au Newnham College, mais Cambridge ne lui donnera pas son diplôme avant 1948. Elle obtient finalement son doctorat en 1948. Elle résout le problème de la structure d'adénine et de guanine et définit la forme et les dimensions des deux sous-unités azotées de l'ADN. Elle a dans l'idée que les bases nucléiques complémentaires sont liées par des liaisons hydrogène, travail développé par Bill Cochran. Ses recherches, en particulier la prédiction des liaisons hydrogène, sont utilisées par Watson et Crick pour déterminer la structure de l'ADN,. Ils créent des modèles en carton basés sur les dimensions des structures cristallines de Lindsey. Francis Crick travaille avec Lindsey à l'Université de Cambridge. Ils ne reconnaîtront pas l'impact des idées de Lindsey dans leur découverte de la structure moléculaire des acides nucléiques.

## Carrière
Après avoir obtenu son diplôme, Lindsey part pour l'Université d'Oxford, où elle travaille comme chercheuse postdoctorale avec Dorothy Hodgkin sur la vitamine B12,,. Lindsey arrive au Canada en 1951. Avant son départ, Lawrence Bragg lui écrit pour lui demander de le rejoindre pour travailler sur la cristallographie expérimentale et théorique. Dans une lettre, il écrit : « Nous avons grandement besoin de vos mains pour résoudre des problèmes cristallographiques épineux, à la fois expérimentaux et théoriques ». Elle travaille au Conseil national de recherches sur la structure de la codéine et de la morphine. Son mari, George Lindsey, est en poste à Montréal,.

### Découverte
Alex MacKenzie, pédiatre au Centre hospitalier pour enfants de l'est de l'Ontario, à Ottawa, qui connaissait Lindsey comme amie de sa belle-mère, s'est enquis de son travail lors de la fête pour le 90e anniversaire de sa belle-mère. Elle lui parle de son travail sur la cristallographie dans les années 1940, ce qui l'inspire à rechercher des traces de ses contributions scientifiques. MacKenzie est émerveillé par ce qu'il trouve et décide qu'il ne veut pas que son travail passe inaperçu.